# جاك سميث (لاعب كرة قدم أسترالية)
جاك سميث (بالإنجليزية: Jack Smith)‏ هو لاعب كرة قدم أسترالية أسترالي، ولد في 22 يونيو 1881، وتوفي في 10 ديسمبر 1927 في Heidelberg, Victoria ‏ في أستراليا.

## وصلات خارجية
- جاك سميث على موقع AustralianFootball.com (الإنجليزية)
- جاك سميث على موقع AFLtables.com (الإنجليزية)